# Volkswagen

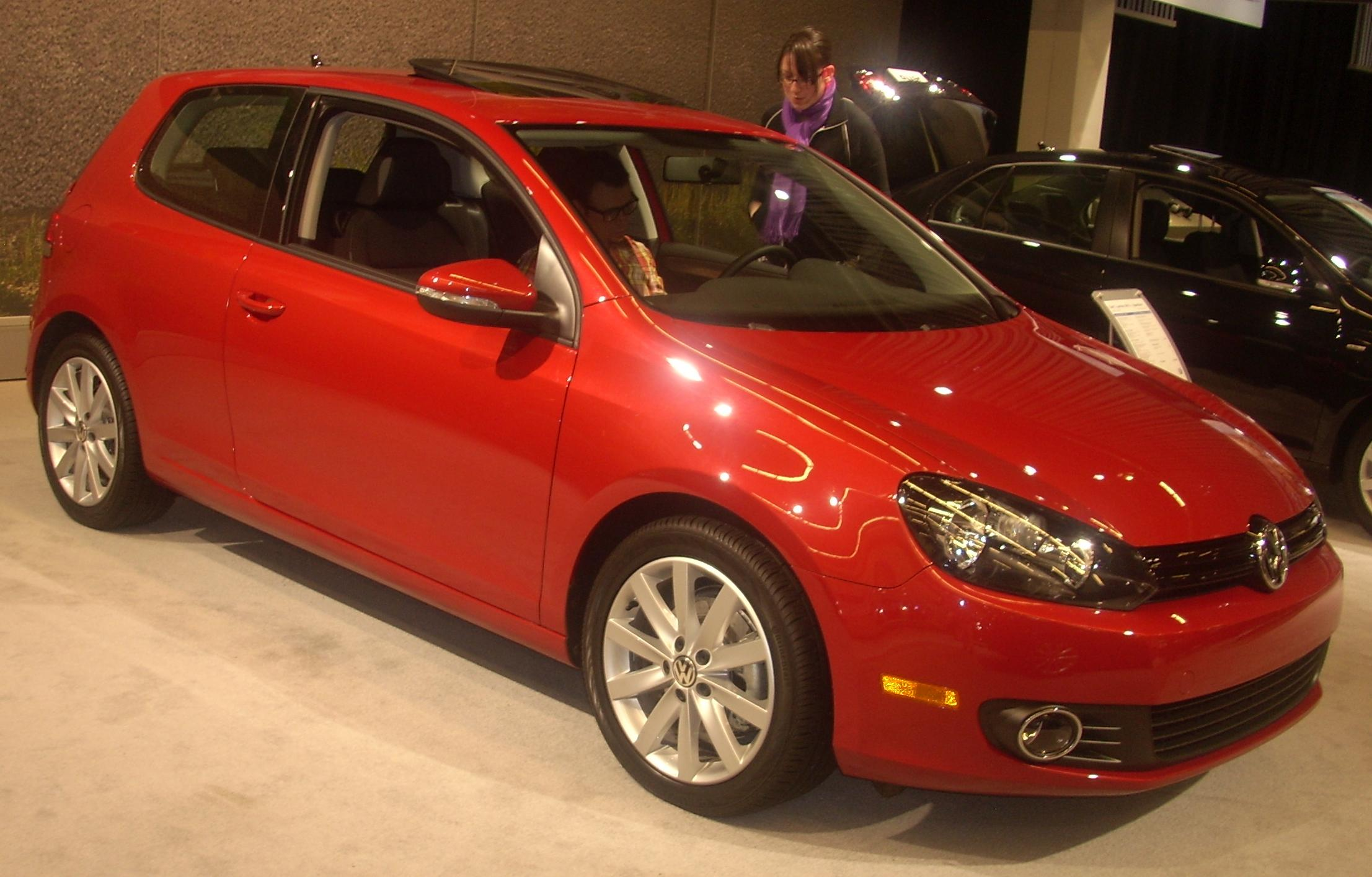
VW Golf VI 2010

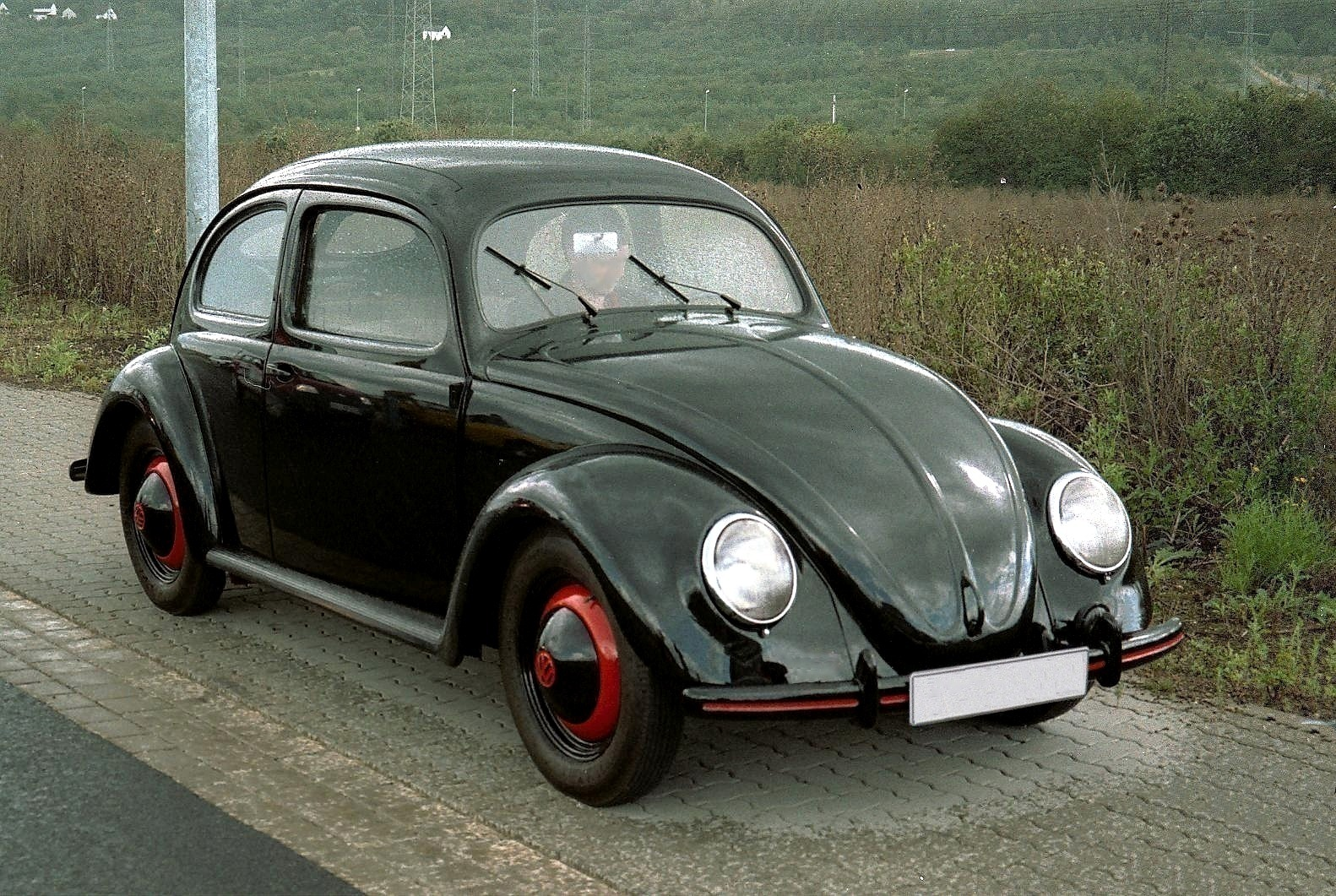
"Bril" Kever, bouwjaar 1950

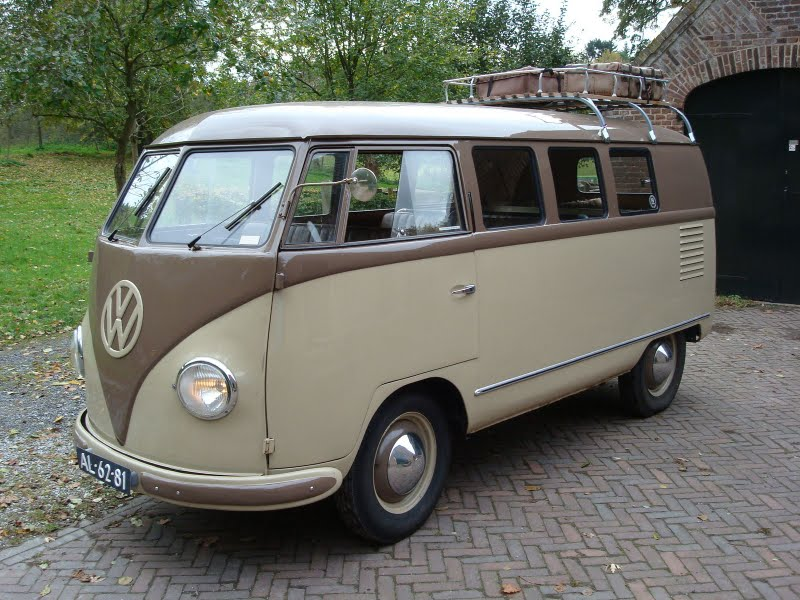
Volkswagen Transporter (T1)

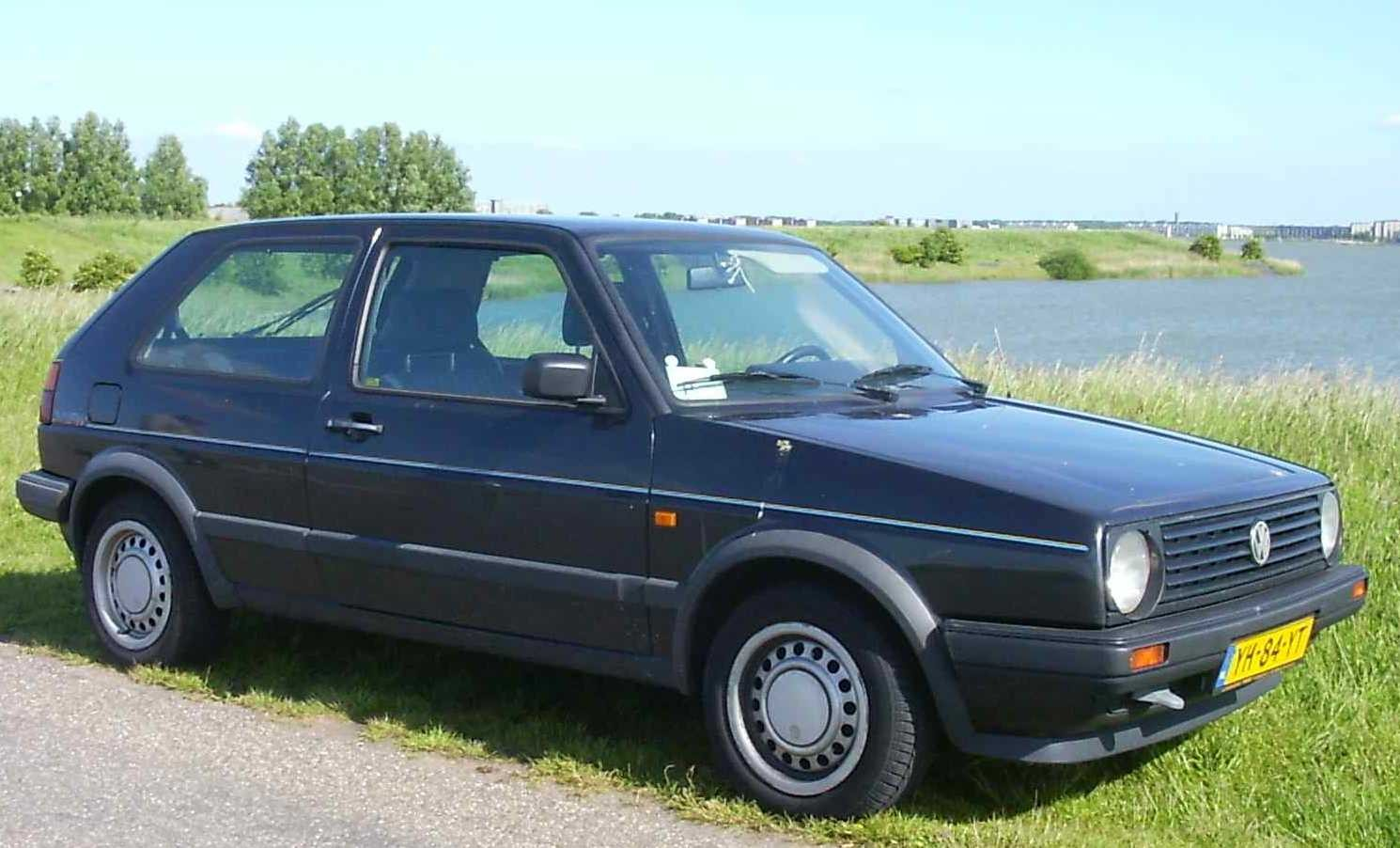
Golf II

Volkswagen, vaak afgekort als VW, is het belangrijkste automerk van Volkswagen AG. Volkswagen heeft twee modellen in de top vijf van de meest verkochte auto's ter wereld ooit, namelijk de Volkswagen Kever en de Volkswagen Golf (stand van zaken 2015).

## De geschiedenis van Volkswagen
De Oostenrijkse professor en auto-ingenieur Ferdinand Porsche en de Hongaarse ingenieur Josef Ganz stonden aan de wieg van Volkswagen. Porsche had in 1922 vergeefs plannen voor een goedkope auto voorgesteld. Er was zelfs bij zijn toenmalige werkgever Austro-Daimler geen interesse. Mercedes-Benz zag evenmin iets in Porsches droom van een goedkope auto. Porsche probeerde het bij onder meer NSU en Zündapp, waar een aantal prototypes werden gerealiseerd. Hij begon voor zichzelf, en kreeg in 1934 van Adolf Hitler de opdracht een "Kraft durch Freude"-wagen te ontwerpen, een wagen voor het volk. Het programma van eisen voor deze auto was fors. De KdF-wagen moest een topsnelheid van 100 km/u kunnen halen; moest twee volwassenen en een kind kunnen vervoeren, of drie soldaten en een mitrailleur; moest een luchtgekoelde motor hebben, zodat hij 's winters buiten kon staan; mocht maximaal tussen de 6 en 7 liter benzine per 100 kilometer verbruiken; en mocht niet meer kosten dan 900 Reichsmark.
Het ontwerp voor zo'n auto had Porsche al eerder gereed. In 1932 had hij een vierpersoons auto ontworpen die sterk door ontwerpen van Béla Barényi en een prototype van Tatra-ontwerper Hans Ledwinka was geïnspireerd, met een luchtgekoelde viercilindermotor achterin. Er waren toen drie prototypen van gebouwd door Zündapp. Ook NSU was in het model geïnteresseerd, maar toen dit bedrijf werd overgenomen door Fiat, was dit het einde van de NSU-Volksauto. Het aanbod van Hitler kwam net op tijd. Op 12 oktober 1936 stelde Porsche drie rijdende prototypes voor, die al de karakteristieke vorm van de latere Volkswagen Kever hadden. Iedere wagen legde in zeventig dagen een afstand af van 50.000 km, zonder dat al te grote reparaties nodig waren.
Hitler zocht vervolgens persoonlijk een geschikte locatie voor de fabriek. Omdat de enige twee beschikbare autofabrieken - die van Opel en van Ford - niet volledig Duits waren, gaf Hitler zijn "Arbeitsfront" opdracht in het midden van Duitsland, bij Fallersleben, een fabriek te bouwen. Het Duitse volk zou door middel van een spaarsysteem het geld voor de productie bijeen brengen. Er zou een nieuwe stad verrijzen voor de arbeiders van de fabriek en hun gezinnen, Stadt des KdF-Wagens bei Fallersleben (kortweg KdF-stadt, na de Tweede Wereldoorlog Wolfsburg) genaamd, met een residentie voor Hitler, en een boulevard waar na afloop van de oorlog de overwinningsparade zou worden gehouden.

### Naam
Hoewel veel autofabrikanten en auto-ontwerpers de aanduiding Volkswagen als aanduiding voor 'auto voor het volk' gebruikten, zoals in  een advertentie van de Standard Superior, werd reeds in 1938 de naam Volkswagenwerk GmbH gedeponeerd in het Duitse handelsregister. 

### Handelsmerk VW
Het handelsmerk (logo) van Volkswagen, waarbij binnen een cirkel de letter V boven de letter W is geplaatst, werd in 1937 ontworpen door Franz Xaver Reimspieß, motorontwerper bij de Porsche KG. Het handelsmerk werd op 1 oktober 1948 aangemeld en op 25 november 1953 door het Duitse Octrooibureau geregistreerd. 

### Tweede Wereldoorlog
De auto zou uiteindelijk rond de 1.400 Reichsmark kosten. Duitsers konden voor dit bedrag een bewijs kopen dat recht gaf op een Volkswagen, wanneer deze klaar zou zijn. In de enorme fabriek, de grootste autofabriek van Europa, moesten per jaar zo'n 800.000 wagens worden gefabriceerd. Op 26 mei 1938 legde Hitler de eerste steen voor de KdF-fabriek en in 1940 rolde de eerste wagen van de lopende band. Er werden slechts een paar honderd personenauto's gebouwd, vrijwel allemaal voor partijbonzen. Inmiddels was de Tweede Wereldoorlog uitgebroken en in de nieuwe fabriek werd de Kübelwagen gebouwd, een door Porsche en Erwin Komenda ontworpen legervoertuig op het chassis van een Kever. Vanaf 1941 werd ook de Volkswagen Schwimmwagen hier gebouwd. Ook werden er militaire versies van de Volkswagen Kever gebouwd en verder werden er vliegtuigen gerepareerd en onderdelen voor raketten gemaakt.
Voor de vervaardiging van de KdF-producten werden rond 20.000 dwangarbeid(st)ers, waarvan ongeveer 500 afkomstig uit het concentratiekamp Neuengamme, in het buitenkamp Fallersleben/Arbeitsdorf gehuisvest. Zij werden van 8 april 1942 tot 11 oktober 1942 ingezet voor de vervaardiging van de prototypes van de Volkswagen Kever.

### Na de Tweede Wereldoorlog
Na de oorlog verloren ongeveer 340.000 Duitse spaarders hun aanspraak op een nieuwe auto. Doordat de naoorlogse VW-fabriek feitelijk geen partij was, werd het moeilijk om hun spaargeld terug te krijgen. Na een aantal rechtszaken werden de spaarders pas in de jaren zestig en zeventig gecompenseerd. Gedupeerden konden 600 Duitse mark korting krijgen als zij een nieuwe VW kochten. Als zij dat niet wilden of konden, kregen zij 100 mark terug. Eind jaren zeventig waren van ongeveer 120.000 spaarders de claims afgewikkeld. Ongeveer de helft had gekozen voor het uitbetalen van het geld en de andere helft voor de korting op een nieuwe auto.
De fabriek bij kasteel Wolfsburg werd aan het eind van de Tweede Wereldoorlog zwaar gebombardeerd en in april 1945 veroverd door het Amerikaanse leger. De KdF-fabriek werd overgedragen aan de Britse bezettingsautoriteiten. De fabriek werd aanvankelijk aangeboden aan Amerikaanse, Britse en Franse autofabrikanten, maar niemand zag iets in de bouw van een auto met het voor die tijd afwijkende bolle model. Majoor Ivan Hirst van het Corps of Royal Electrical and Mechanical Engeneers (REME) kwam aan het hoofd van het bedrijf te staan. De fabriek werd bestemd voor de reparatie van legervoertuigen; de machines werden beschouwd als oorlogsbuit en zouden worden weggevoerd. Omdat het Britse leger een tekort aan voertuigen had werd echter besloten de productie weer op te starten. De in armoede vervallen bevolking kon als arbeidskracht worden tewerkgesteld in de fabriek. Rond de fabriek werden woningen voor hen gebouwd, waardoor een nieuwe stad ontstond en de naam Wolfsburg kreeg. In september 1945 plaatste het Britse leger een order voor 20.000 stuks, en in 1946 werden al duizend auto's per maand gebouwd, hoewel het dak van de fabriek nog steeds kapot was en het voor de productie benodigde staal tegen nieuwe auto's moest worden geruild. Men begon onder de naam Wolfsburg Motor Works (naar een foute vertaling naar analogie van Bayerische Motoren Werke, in het Engels vertaald als Bavarian Motor Works in plaats van Bavarian Engine Works); later werd het omgedoopt tot Volkswagen. Het bedrijf zou zelfstandig verder moeten, bestuurd door de Duitse overheid. 
In 1948 werd Heinrich Nordhoff van Opel ingelijfd om directeur van Volkswagen te worden, waarbij de fabriek uiteindelijk weer onder Duits bewind kwam. Het jaar erna stapte Hirst op. Volkswagen produceerde aanvankelijk alleen de Kever (Type 1), maar introduceerde in 1950 de door Ben Pon ontworpen bestelbus (Type 2). In 1955 rolde het 1-miljoenste exemplaar van de Kever van de band. Later zouden nog vele productierecords worden gebroken.
Carrosseriebouwer Karmann in Osnabrück bouwde vanaf 1955 de Karmann Ghia op een iets verbreed Keverchassis.
Op 22 augustus 1960 werd Volkswagen omgezet in Volkswagenwerk Aktiengesellschaft en in 1964 nam het bedrijf het eveneens Duitse Auto-Union over. De technische kennis van Audi zou later een belangrijke rol spelen bij het ontwikkelen van de Golf.

### Loslaten 1-modelbeleid
Met het vertrek van Nordhoff in zicht - hij zou in 1968 aftreden - werd diens 1-modelbeleid losgelaten. In 1961 was al de langverwachte opvolger van de Kever verschenen, de Volkswagen 1500/1600 (Type 3); in 1968 gevolgd door de Volkswagen 411/412 (Type 4). Beide modellen, die in diverse uitvoeringen werden vervaardigd, bleken geen succes; de met NSU overgenomen K70 was zelfs een regelrechte flop. In 1972 overtrof Volkswagen met de Kever het productierecord van de roemruchte Ford Model T, en in 1973 waren al meer dan 16 miljoen Kevers geproduceerd. Niet slecht voor een ontwerp dat deels uit 1931 dateerde, maar het einde kwam nu toch in zicht.
In 1974 bracht Volkswagen de Golf op de markt. Anders dan de vorige modellen had deze een watergekoelde motor voorin. De Golf werd een blijvend succesnummer. Naast de Golf verschenen de kleinere Polo, de Scirocco, en de Passat. De productie van de Kever werd afgebouwd; na 1978 vond deze alleen nog buiten Duitsland plaats, voornamelijk in Brazilië en Mexico. Op 21 juli 2003 rolde het laatste exemplaar van de band in de Mexicaanse fabriek te Puebla. Volkswagen had intussen in 1998 een eigentijdse variant op de Kever uitgebracht, de New Beetle. Deze auto werd niet het succes wat de fabrikant ervan verwachtte. In 2011 werd hierop toch nog een nieuwe variant gemaakt, waarvan de productie in 2018 werd gestaakt. In 2002 overtrof de productie van de Golf die van de Kever. Op 1 april 2005 werd de nieuwe kleine 3-deurs Fox gepresenteerd op de AMI-beurs in Leipzig. Vanaf juni 2005 was deze te koop in Nederland en vervangt de Lupo. In 2012 werd deze vervangen door de up!.
In 2003 begon Volkswagen met het maken van SUV's, waaronder de Touareg, Tiguan, T-Roc, T-Cross en de Taigo. Enkele hiervan zijn ook als plug-in-hybride verkrijgbaar.
In 2020 werd de elektrische opvolger van de Golf gepubliceerd, de ID.3. Dit is de eerste van een nieuwe, volledig elektrische ID-familie die bestaat uit de ID.3, ID.4, ID.5 en de ID.Buzz. In China wordt ook nog een ID.6 verkocht en in 2023 werd de ID.7 als elektrisch alternatief voor de Passat geïntroduceerd. Andere nieuwere modellen zijn de Arteon als opvolger van de Passat CC, de Golf VIII en een nieuwe Polo.
Een minder bekend type is de luchtgekoelde Volkswagen Brasilia, een eigen ontwerp van de Braziliaanse vestiging van Volkswagen dat nimmer in Europa is uitgebracht. In Nederland rijdt slechts één exemplaar rond.

## Volkswagenworst
Sinds 1973 maakt Volkswagen voor het personeel ook een curryworst. De worsten hebben ook een eigen productnummer: 199.398.500 A. Wereldwijd werden er in 2018 en 2019 meer worsten geproduceerd dan auto's.

## Emissieschandaal
Op 18 september 2015 maakte het Amerikaanse agentschap EPA bekend dat het had ontdekt dat Volkswagen op grote schaal knoeide met software in dieselauto’s. De software zou kunnen waarnemen wanneer er een emissietest werd uitgevoerd, om dan op dat moment naar een speciaal softwareprogramma over te schakelen waardoor het leek alsof de auto’s zuiniger en schoner waren. Zo’n 11 miljoen auto’s wereldwijd zijn uitgerust met deze software. CEO Martin Winterkorn stapte vanwege het schandaal op. Om eventuele boetes te kunnen betalen heeft de autofabrikant 6,5 miljard euro gereserveerd.

## Volkswagen Group
Volkswagen AG is uitgegroeid tot een internationaal concern dat naast Volkswagen ook Audi, SEAT, Škoda, Cupra, Lamborghini, Porsche, Bentley en Ducati omvat.

### Vrachtwagens
Naast personenauto's en lichte bedrijfswagens, is Volkswagen in Zuid-Amerika ook actief in de markt van vrachtwagens. De productie hiervan vindt plaats bij VW Truck & Bus in Brazilië. Het vlaggenschip van deze onderneming is de Volkswagen Constellation. Verder heeft Volkswagen AG alle aandelen in handen van Scania trucks en een meerderheidsbelang in MAN.

## Modellen
| Volkswagen-modellen van 1945 tot 1990 — volgend » | Volkswagen-modellen van 1945 tot 1990 — volgend » | Volkswagen-modellen van 1945 tot 1990 — volgend » | Volkswagen-modellen van 1945 tot 1990 — volgend » | Volkswagen-modellen van 1945 tot 1990 — volgend » | Volkswagen-modellen van 1945 tot 1990 — volgend » | Volkswagen-modellen van 1945 tot 1990 — volgend » | Volkswagen-modellen van 1945 tot 1990 — volgend » | Volkswagen-modellen van 1945 tot 1990 — volgend » | Volkswagen-modellen van 1945 tot 1990 — volgend » | Volkswagen-modellen van 1945 tot 1990 — volgend » | Volkswagen-modellen van 1945 tot 1990 — volgend » | Volkswagen-modellen van 1945 tot 1990 — volgend » | Volkswagen-modellen van 1945 tot 1990 — volgend » | Volkswagen-modellen van 1945 tot 1990 — volgend » | Volkswagen-modellen van 1945 tot 1990 — volgend » | Volkswagen-modellen van 1945 tot 1990 — volgend » | Volkswagen-modellen van 1945 tot 1990 — volgend » | Volkswagen-modellen van 1945 tot 1990 — volgend » | Volkswagen-modellen van 1945 tot 1990 — volgend » | Volkswagen-modellen van 1945 tot 1990 — volgend » | Volkswagen-modellen van 1945 tot 1990 — volgend » | Volkswagen-modellen van 1945 tot 1990 — volgend » | Volkswagen-modellen van 1945 tot 1990 — volgend » | Volkswagen-modellen van 1945 tot 1990 — volgend » | Volkswagen-modellen van 1945 tot 1990 — volgend » | Volkswagen-modellen van 1945 tot 1990 — volgend » | Volkswagen-modellen van 1945 tot 1990 — volgend » | Volkswagen-modellen van 1945 tot 1990 — volgend » | Volkswagen-modellen van 1945 tot 1990 — volgend » | Volkswagen-modellen van 1945 tot 1990 — volgend » | Volkswagen-modellen van 1945 tot 1990 — volgend » | Volkswagen-modellen van 1945 tot 1990 — volgend » | Volkswagen-modellen van 1945 tot 1990 — volgend » | Volkswagen-modellen van 1945 tot 1990 — volgend » | Volkswagen-modellen van 1945 tot 1990 — volgend » | Volkswagen-modellen van 1945 tot 1990 — volgend » | Volkswagen-modellen van 1945 tot 1990 — volgend » | Volkswagen-modellen van 1945 tot 1990 — volgend » | Volkswagen-modellen van 1945 tot 1990 — volgend » | Volkswagen-modellen van 1945 tot 1990 — volgend » | Volkswagen-modellen van 1945 tot 1990 — volgend » | Volkswagen-modellen van 1945 tot 1990 — volgend » | Volkswagen-modellen van 1945 tot 1990 — volgend » | Volkswagen-modellen van 1945 tot 1990 — volgend » | Volkswagen-modellen van 1945 tot 1990 — volgend » |
| ------------------------------------------------- | ------------------------------------------------- | ------------------------------------------------- | ------------------------------------------------- | ------------------------------------------------- | ------------------------------------------------- | ------------------------------------------------- | ------------------------------------------------- | ------------------------------------------------- | ------------------------------------------------- | ------------------------------------------------- | ------------------------------------------------- | ------------------------------------------------- | ------------------------------------------------- | ------------------------------------------------- | ------------------------------------------------- | ------------------------------------------------- | ------------------------------------------------- | ------------------------------------------------- | ------------------------------------------------- | ------------------------------------------------- | ------------------------------------------------- | ------------------------------------------------- | ------------------------------------------------- | ------------------------------------------------- | ------------------------------------------------- | ------------------------------------------------- | ------------------------------------------------- | ------------------------------------------------- | ------------------------------------------------- | ------------------------------------------------- | ------------------------------------------------- | ------------------------------------------------- | ------------------------------------------------- | ------------------------------------------------- | ------------------------------------------------- | ------------------------------------------------- | ------------------------------------------------- | ------------------------------------------------- | ------------------------------------------------- | ------------------------------------------------- | ------------------------------------------------- | ------------------------------------------------- | ------------------------------------------------- | ------------------------------------------------- | ------------------------------------------------- |
| Type                                              | 1940                                              | 1940                                              | 1940                                              | 1940                                              | 1940                                              | 1950                                              | 1950                                              | 1950                                              | 1950                                              | 1950                                              | 1950                                              | 1950                                              | 1950                                              | 1950                                              | 1950                                              | 1960                                              | 1960                                              | 1960                                              | 1960                                              | 1960                                              | 1960                                              | 1960                                              | 1960                                              | 1960                                              | 1960                                              | 1970                                              | 1970                                              | 1970                                              | 1970                                              | 1970                                              | 1970                                              | 1970                                              | 1970                                              | 1970                                              | 1970                                              | 1980                                              | 1980                                              | 1980                                              | 1980                                              | 1980                                              | 1980                                              | 1980                                              | 1980                                              | 1980                                              | 1980                                              |
| Type                                              | 5                                                 | 6                                                 | 7                                                 | 8                                                 | 9                                                 | 0                                                 | 1                                                 | 2                                                 | 3                                                 | 4                                                 | 5                                                 | 6                                                 | 7                                                 | 8                                                 | 9                                                 | 0                                                 | 1                                                 | 2                                                 | 3                                                 | 4                                                 | 5                                                 | 6                                                 | 7                                                 | 8                                                 | 9                                                 | 0                                                 | 1                                                 | 2                                                 | 3                                                 | 4                                                 | 5                                                 | 6                                                 | 7                                                 | 8                                                 | 9                                                 | 0                                                 | 1                                                 | 2                                                 | 3                                                 | 4                                                 | 5                                                 | 6                                                 | 7                                                 | 8                                                 | 9                                                 |
| Compacte klasse                                   |                                                   |                                                   |                                                   |                                                   |                                                   |                                                   |                                                   |                                                   |                                                   |                                                   |                                                   |                                                   |                                                   |                                                   |                                                   |                                                   |                                                   |                                                   |                                                   |                                                   |                                                   |                                                   |                                                   |                                                   |                                                   |                                                   |                                                   |                                                   |                                                   |                                                   |                                                   |                                                   | Polo I                                            | Polo I                                            | Polo I                                            | Polo I                                            | Polo II                                           | Polo II                                           | Polo II                                           | Polo II                                           | Polo II                                           | Polo II                                           | Polo II                                           | Polo II                                           | Polo II                                           |
| Compacte klasse                                   |                                                   |                                                   |                                                   |                                                   |                                                   |                                                   |                                                   |                                                   |                                                   |                                                   |                                                   |                                                   |                                                   |                                                   |                                                   |                                                   |                                                   |                                                   |                                                   |                                                   |                                                   |                                                   |                                                   |                                                   |                                                   |                                                   |                                                   |                                                   |                                                   |                                                   | Derby I                                           | Derby I                                           | Derby I                                           | Derby I                                           | Derby I                                           | Derby I                                           | Derby II                                          | Derby II                                          | Derby II                                          | Derby II                                          | Derby II                                          |                                                   |                                                   |                                                   |                                                   |
| Compacte middenklasse                             |                                                   | Kever                                             | Kever                                             | Kever                                             | Kever                                             | Kever                                             | Kever                                             | Kever                                             | Kever                                             | Kever                                             | Kever                                             | Kever                                             | Kever                                             | Kever                                             | Kever                                             | Kever                                             | Kever                                             | Kever                                             | Kever                                             | Kever                                             | Kever                                             | Kever                                             | Kever                                             | Kever                                             | Kever                                             | Kever                                             | Kever                                             | Kever                                             | Kever                                             | Kever                                             | Kever                                             | Kever                                             | Kever                                             | Kever                                             | Kever                                             | Kever                                             | Kever                                             | Kever                                             | Kever                                             | Kever                                             | Kever                                             | Kever                                             | Kever                                             | Kever                                             | Kever                                             |
| Compacte middenklasse                             |                                                   |                                                   |                                                   |                                                   |                                                   |                                                   |                                                   |                                                   |                                                   |                                                   |                                                   |                                                   |                                                   |                                                   |                                                   |                                                   |                                                   |                                                   |                                                   |                                                   |                                                   |                                                   |                                                   |                                                   |                                                   |                                                   |                                                   |                                                   |                                                   | Golf I                                            | Golf I                                            | Golf I                                            | Golf I                                            | Golf I                                            | Golf I                                            | Golf I                                            | Golf I                                            | Golf I                                            | Golf II                                           | Golf II                                           | Golf II                                           | Golf II                                           | Golf II                                           | Golf II                                           | Golf II                                           |
| Compacte middenklasse                             |                                                   |                                                   |                                                   |                                                   |                                                   |                                                   |                                                   |                                                   |                                                   |                                                   |                                                   |                                                   |                                                   |                                                   |                                                   |                                                   |                                                   |                                                   |                                                   |                                                   |                                                   |                                                   |                                                   |                                                   |                                                   |                                                   |                                                   |                                                   |                                                   |                                                   |                                                   |                                                   |                                                   |                                                   | Jetta I                                           | Jetta I                                           | Jetta I                                           | Jetta I                                           | Jetta I                                           | Jetta II                                          | Jetta II                                          | Jetta II                                          | Jetta II                                          | Jetta II                                          | Jetta II                                          |
| Middenklasse                                      |                                                   |                                                   |                                                   |                                                   |                                                   |                                                   |                                                   |                                                   |                                                   |                                                   |                                                   |                                                   |                                                   |                                                   |                                                   |                                                   | 1500 / 1600 (Type 3)                              | 1500 / 1600 (Type 3)                              | 1500 / 1600 (Type 3)                              | 1500 / 1600 (Type 3)                              | 1500 / 1600 (Type 3)                              | 1500 / 1600 (Type 3)                              | 1500 / 1600 (Type 3)                              | 1500 / 1600 (Type 3)                              | 1500 / 1600 (Type 3)                              | 1500 / 1600 (Type 3)                              | 1500 / 1600 (Type 3)                              | 1500 / 1600 (Type 3)                              | Passat B1                                         | Passat B1                                         | Passat B1                                         | Passat B1                                         | Passat B1                                         | Passat B1                                         | Passat B1                                         | Passat B1                                         | Passat B2                                         | Passat B2                                         | Passat B2                                         | Passat B2                                         | Passat B2                                         | Passat B2                                         | Passat B2                                         | Passat B3                                         | Passat B3                                         |
| Middenklasse                                      |                                                   |                                                   |                                                   |                                                   |                                                   |                                                   |                                                   |                                                   |                                                   |                                                   |                                                   |                                                   |                                                   |                                                   |                                                   |                                                   |                                                   |                                                   |                                                   |                                                   |                                                   |                                                   |                                                   | 411 / 412 (Type 4)                                | 411 / 412 (Type 4)                                | 411 / 412 (Type 4)                                | 411 / 412 (Type 4)                                | 411 / 412 (Type 4)                                |                                                   |                                                   |                                                   |                                                   |                                                   |                                                   |                                                   |                                                   | Santana                                           | Santana                                           | Santana                                           | Santana                                           | Santana                                           | Santana                                           | Santana                                           | Passat B3                                         | Passat B3                                         |
| Middenklasse                                      |                                                   |                                                   |                                                   |                                                   |                                                   |                                                   |                                                   |                                                   |                                                   |                                                   |                                                   |                                                   |                                                   |                                                   |                                                   |                                                   |                                                   |                                                   |                                                   |                                                   |                                                   |                                                   |                                                   |                                                   | K70                                               |                                                   |                                                   |                                                   |                                                   |                                                   |                                                   |                                                   |                                                   |                                                   |                                                   |                                                   |                                                   |                                                   |                                                   |                                                   |                                                   |                                                   |                                                   |                                                   |                                                   |
| Coupé                                             |                                                   |                                                   |                                                   |                                                   |                                                   |                                                   |                                                   |                                                   |                                                   |                                                   | Karmann Ghia (Type 14)                            | Karmann Ghia (Type 14)                            | Karmann Ghia (Type 14)                            | Karmann Ghia (Type 14)                            | Karmann Ghia (Type 14)                            | Karmann Ghia (Type 14)                            | Karmann Ghia (Type 14)                            | Karmann Ghia (Type 14)                            | Karmann Ghia (Type 14)                            | Karmann Ghia (Type 14)                            | Karmann Ghia (Type 14)                            | Karmann Ghia (Type 14)                            | Karmann Ghia (Type 14)                            | Karmann Ghia (Type 14)                            | Karmann Ghia (Type 14)                            | Karmann Ghia (Type 14)                            | Karmann Ghia (Type 14)                            | Karmann Ghia (Type 14)                            | Karmann Ghia (Type 14)                            | Scirocco I                                        | Scirocco I                                        | Scirocco I                                        | Scirocco I                                        | Scirocco I                                        | Scirocco I                                        | Scirocco I                                        | Scirocco I                                        | Scirocco II                                       | Scirocco II                                       | Scirocco II                                       | Scirocco II                                       | Scirocco II                                       | Scirocco II                                       | Scirocco II                                       | Scirocco II                                       |
| Coupé                                             |                                                   |                                                   |                                                   |                                                   |                                                   |                                                   |                                                   |                                                   |                                                   |                                                   |                                                   |                                                   |                                                   |                                                   |                                                   |                                                   | Karmann Ghia (Type 34)                            | Karmann Ghia (Type 34)                            | Karmann Ghia (Type 34)                            | Karmann Ghia (Type 34)                            | Karmann Ghia (Type 34)                            | Karmann Ghia (Type 34)                            | Karmann Ghia (Type 34)                            | Karmann Ghia (Type 34)                            | VW Porsche (914/4)                                | VW Porsche (914/4)                                | VW Porsche (914/4)                                | VW Porsche (914/4)                                | VW Porsche (914/4)                                | VW Porsche (914/4)                                | VW Porsche (914/4)                                |                                                   |                                                   |                                                   |                                                   |                                                   |                                                   |                                                   |                                                   |                                                   |                                                   |                                                   |                                                   |                                                   |                                                   |
| Cabriolet                                         |                                                   |                                                   |                                                   |                                                   | Kever                                             | Kever                                             | Kever                                             | Kever                                             | Kever                                             | Kever                                             | Kever                                             | Kever                                             | Kever                                             | Kever                                             | Kever                                             | Kever                                             | Kever                                             | Kever                                             | Kever                                             | Kever                                             | Kever                                             | Kever                                             | Kever                                             | Kever                                             | Kever                                             | Kever                                             | Kever                                             | Kever                                             | Kever                                             | Kever                                             | Kever                                             | Kever                                             | Kever                                             | Kever                                             | Kever                                             |                                                   |                                                   |                                                   |                                                   |                                                   |                                                   |                                                   |                                                   |                                                   |                                                   |
| Cabriolet                                         |                                                   |                                                   |                                                   |                                                   |                                                   |                                                   |                                                   |                                                   |                                                   |                                                   |                                                   |                                                   | Karmann Ghia (Type 14)                            | Karmann Ghia (Type 14)                            | Karmann Ghia (Type 14)                            | Karmann Ghia (Type 14)                            | Karmann Ghia (Type 14)                            | Karmann Ghia (Type 14)                            | Karmann Ghia (Type 14)                            | Karmann Ghia (Type 14)                            | Karmann Ghia (Type 14)                            | Karmann Ghia (Type 14)                            | Karmann Ghia (Type 14)                            | Karmann Ghia (Type 14)                            | Karmann Ghia (Type 14)                            | Karmann Ghia (Type 14)                            | Karmann Ghia (Type 14)                            | Karmann Ghia (Type 14)                            | Karmann Ghia (Type 14)                            |                                                   |                                                   |                                                   |                                                   |                                                   | Golf I                                            | Golf I                                            | Golf I                                            | Golf I                                            | Golf I                                            | Golf I                                            | Golf I                                            | Golf I                                            | Golf I                                            | Golf I                                            | Golf I                                            |
| Terreinwagen                                      |                                                   |                                                   |                                                   |                                                   |                                                   |                                                   |                                                   |                                                   |                                                   |                                                   |                                                   |                                                   |                                                   |                                                   |                                                   |                                                   |                                                   |                                                   |                                                   |                                                   |                                                   |                                                   |                                                   |                                                   | Kurierwagen (Type 181)                            | Kurierwagen (Type 181)                            | Kurierwagen (Type 181)                            | Kurierwagen (Type 181)                            | Kurierwagen (Type 181)                            | Kurierwagen (Type 181)                            | Kurierwagen (Type 181)                            | Kurierwagen (Type 181)                            | Kurierwagen (Type 181)                            | Kurierwagen (Type 181)                            | Iltis (Type 183)                                  | Iltis (Type 183)                                  | Iltis (Type 183)                                  | Iltis (Type 183)                                  | Iltis (Type 183)                                  | Iltis (Type 183)                                  | Iltis (Type 183)                                  | Iltis (Type 183)                                  | Iltis (Type 183)                                  | Iltis (Type 183)                                  | Iltis (Type 183)                                  |
| Bestelwagen                                       |                                                   |                                                   |                                                   |                                                   |                                                   |                                                   |                                                   |                                                   |                                                   |                                                   |                                                   |                                                   |                                                   |                                                   |                                                   |                                                   |                                                   |                                                   |                                                   | Fridolin (Type 147)                               | Fridolin (Type 147)                               | Fridolin (Type 147)                               | Fridolin (Type 147)                               | Fridolin (Type 147)                               | Fridolin (Type 147)                               | Fridolin (Type 147)                               | Fridolin (Type 147)                               | Fridolin (Type 147)                               | Fridolin (Type 147)                               |                                                   |                                                   |                                                   |                                                   |                                                   | Caddy I                                           | Caddy I                                           | Caddy I                                           | Caddy I                                           | Caddy I                                           | Caddy I                                           | Caddy I                                           | Caddy I                                           | Caddy I                                           | Caddy I                                           | Caddy I                                           |
| Bestelwagen                                       |                                                   |                                                   |                                                   |                                                   |                                                   | T1 Transporter / Microbus                         | T1 Transporter / Microbus                         | T1 Transporter / Microbus                         | T1 Transporter / Microbus                         | T1 Transporter / Microbus                         | T1 Transporter / Microbus                         | T1 Transporter / Microbus                         | T1 Transporter / Microbus                         | T1 Transporter / Microbus                         | T1 Transporter / Microbus                         | T1 Transporter / Microbus                         | T1 Transporter / Microbus                         | T1 Transporter / Microbus                         | T1 Transporter / Microbus                         | T1 Transporter / Microbus                         | T1 Transporter / Microbus                         | T1 Transporter / Microbus                         | T2 Transporter / Panoramabus                      | T2 Transporter / Panoramabus                      | T2 Transporter / Panoramabus                      | T2 Transporter / Panoramabus                      | T2 Transporter / Panoramabus                      | T2 Transporter / Panoramabus                      | T2 Transporter / Panoramabus                      | T2 Transporter / Panoramabus                      | T2 Transporter / Panoramabus                      | T2 Transporter / Panoramabus                      | T2 Transporter / Panoramabus                      | T2 Transporter / Panoramabus                      | T3 Transporter / Caravelle                        | T3 Transporter / Caravelle                        | T3 Transporter / Caravelle                        | T3 Transporter / Caravelle                        | T3 Transporter / Caravelle                        | T3 Transporter / Caravelle                        | T3 Transporter / Caravelle                        | T3 Transporter / Caravelle                        | T3 Transporter / Caravelle                        | T3 Transporter / Caravelle                        | T3 Transporter / Caravelle                        |
| Bestelwagen                                       |                                                   |                                                   |                                                   |                                                   |                                                   |                                                   |                                                   |                                                   |                                                   |                                                   |                                                   |                                                   |                                                   |                                                   |                                                   |                                                   |                                                   |                                                   |                                                   |                                                   |                                                   |                                                   |                                                   |                                                   |                                                   |                                                   |                                                   |                                                   |                                                   | LT 1                                              |                                                   |                                                   |                                                   |                                                   |                                                   |                                                   |                                                   |                                                   |                                                   |                                                   |                                                   |                                                   |                                                   |                                                   |                                                   |
| Eigenaar                                          | Volkswagenwerk GmbH                               | Volkswagenwerk GmbH                               | Volkswagenwerk GmbH                               | Volkswagenwerk GmbH                               | Volkswagenwerk GmbH                               | Volkswagenwerk GmbH                               | Volkswagenwerk GmbH                               | Volkswagenwerk GmbH                               | Volkswagenwerk GmbH                               | Volkswagenwerk GmbH                               | Volkswagenwerk GmbH                               | Volkswagenwerk GmbH                               | Volkswagenwerk GmbH                               | Volkswagenwerk GmbH                               | Volkswagenwerk GmbH                               | Volkswagenwerk AG                                 | Volkswagenwerk AG                                 | Volkswagenwerk AG                                 | Volkswagenwerk AG                                 | Volkswagenwerk AG                                 | Volkswagenwerk AG                                 | Volkswagenwerk AG                                 | Volkswagenwerk AG                                 | Volkswagenwerk AG                                 | Volkswagenwerk AG                                 | Volkswagenwerk AG                                 | Volkswagenwerk AG                                 | Volkswagenwerk AG                                 | Volkswagenwerk AG                                 | Volkswagenwerk AG                                 | Volkswagenwerk AG                                 | Volkswagenwerk AG                                 | Volkswagenwerk AG                                 | Volkswagenwerk AG                                 | Volkswagenwerk AG                                 | Volkswagenwerk AG                                 | Volkswagenwerk AG                                 | Volkswagenwerk AG                                 | Volkswagenwerk AG                                 | Volkswagenwerk AG                                 | Volkswagen AG                                     | Volkswagen AG                                     | Volkswagen AG                                     | Volkswagen AG                                     | Volkswagen AG                                     |

| « vorig — Volkswagen-modellen van 1990 tot heden | « vorig — Volkswagen-modellen van 1990 tot heden | « vorig — Volkswagen-modellen van 1990 tot heden | « vorig — Volkswagen-modellen van 1990 tot heden | « vorig — Volkswagen-modellen van 1990 tot heden | « vorig — Volkswagen-modellen van 1990 tot heden | « vorig — Volkswagen-modellen van 1990 tot heden | « vorig — Volkswagen-modellen van 1990 tot heden | « vorig — Volkswagen-modellen van 1990 tot heden | « vorig — Volkswagen-modellen van 1990 tot heden | « vorig — Volkswagen-modellen van 1990 tot heden | « vorig — Volkswagen-modellen van 1990 tot heden | « vorig — Volkswagen-modellen van 1990 tot heden | « vorig — Volkswagen-modellen van 1990 tot heden | « vorig — Volkswagen-modellen van 1990 tot heden | « vorig — Volkswagen-modellen van 1990 tot heden | « vorig — Volkswagen-modellen van 1990 tot heden | « vorig — Volkswagen-modellen van 1990 tot heden | « vorig — Volkswagen-modellen van 1990 tot heden | « vorig — Volkswagen-modellen van 1990 tot heden | « vorig — Volkswagen-modellen van 1990 tot heden | « vorig — Volkswagen-modellen van 1990 tot heden | « vorig — Volkswagen-modellen van 1990 tot heden | « vorig — Volkswagen-modellen van 1990 tot heden | « vorig — Volkswagen-modellen van 1990 tot heden | « vorig — Volkswagen-modellen van 1990 tot heden | « vorig — Volkswagen-modellen van 1990 tot heden | « vorig — Volkswagen-modellen van 1990 tot heden | « vorig — Volkswagen-modellen van 1990 tot heden | « vorig — Volkswagen-modellen van 1990 tot heden | « vorig — Volkswagen-modellen van 1990 tot heden | « vorig — Volkswagen-modellen van 1990 tot heden | « vorig — Volkswagen-modellen van 1990 tot heden | « vorig — Volkswagen-modellen van 1990 tot heden | « vorig — Volkswagen-modellen van 1990 tot heden | « vorig — Volkswagen-modellen van 1990 tot heden | « vorig — Volkswagen-modellen van 1990 tot heden |
| ------------------------------------------------ | ------------------------------------------------ | ------------------------------------------------ | ------------------------------------------------ | ------------------------------------------------ | ------------------------------------------------ | ------------------------------------------------ | ------------------------------------------------ | ------------------------------------------------ | ------------------------------------------------ | ------------------------------------------------ | ------------------------------------------------ | ------------------------------------------------ | ------------------------------------------------ | ------------------------------------------------ | ------------------------------------------------ | ------------------------------------------------ | ------------------------------------------------ | ------------------------------------------------ | ------------------------------------------------ | ------------------------------------------------ | ------------------------------------------------ | ------------------------------------------------ | ------------------------------------------------ | ------------------------------------------------ | ------------------------------------------------ | ------------------------------------------------ | ------------------------------------------------ | ------------------------------------------------ | ------------------------------------------------ | ------------------------------------------------ | ------------------------------------------------ | ------------------------------------------------ | ------------------------------------------------ | ------------------------------------------------ | ------------------------------------------------ | ------------------------------------------------ |
| Type                                             | 1990                                             | 1990                                             | 1990                                             | 1990                                             | 1990                                             | 1990                                             | 1990                                             | 1990                                             | 1990                                             | 1990                                             | 2000                                             | 2000                                             | 2000                                             | 2000                                             | 2000                                             | 2000                                             | 2000                                             | 2000                                             | 2000                                             | 2000                                             | 2010                                             | 2010                                             | 2010                                             | 2010                                             | 2010                                             | 2010                                             | 2010                                             | 2010                                             | 2010                                             | 2010                                             | 2020                                             | 2020                                             | 2020                                             | 2020                                             | 2020                                             | 2020                                             |
| Type                                             | 0                                                | 1                                                | 2                                                | 3                                                | 4                                                | 5                                                | 6                                                | 7                                                | 8                                                | 9                                                | 0                                                | 1                                                | 2                                                | 3                                                | 4                                                | 5                                                | 6                                                | 7                                                | 8                                                | 9                                                | 0                                                | 1                                                | 2                                                | 3                                                | 4                                                | 5                                                | 6                                                | 7                                                | 8                                                | 9                                                | 0                                                | 1                                                | 2                                                | 3                                                | 4                                                | 5                                                |
| Miniklasse                                       |                                                  |                                                  |                                                  |                                                  |                                                  |                                                  |                                                  |                                                  | Lupo                                             | Lupo                                             | Lupo                                             | Lupo                                             | Lupo                                             | Lupo                                             | Lupo                                             | Fox                                              | Fox                                              | Fox                                              | Fox                                              | Fox                                              | Fox                                              | Fox                                              | Up!                                              | Up!                                              | Up!                                              | Up!                                              | Up!                                              | Up!                                              | Up!                                              | Up!                                              | Up!                                              | Up!                                              | Up!                                              | Up!                                              |                                                  |                                                  |
| Compacte klasse                                  | Polo II                                          | Polo II                                          | Polo II                                          | Polo II                                          | Polo III                                         | Polo III                                         | Polo III                                         | Polo III                                         | Polo III                                         | Polo III                                         | Polo IV                                          | Polo IV                                          | Polo IV                                          | Polo IV                                          | Polo IV                                          | Polo IV                                          | Polo IV                                          | Polo IV                                          | Polo IV                                          | Polo V                                           | Polo V                                           | Polo V                                           | Polo V                                           | Polo V                                           | Polo V                                           | Polo V                                           | Polo V                                           | Polo VI                                          | Polo VI                                          | Polo VI                                          | Polo VI                                          | Polo VI                                          | Polo VI                                          | Polo VI                                          | Polo VI                                          | Polo VI                                          |
| Compacte middenklasse                            | Kever                                            | Kever                                            | Kever                                            | Kever                                            | Kever                                            | Kever                                            | Kever                                            | Kever                                            | Kever                                            | Kever                                            | Kever                                            | Kever                                            | Kever                                            |                                                  |                                                  |                                                  |                                                  |                                                  |                                                  |                                                  |                                                  |                                                  |                                                  |                                                  |                                                  |                                                  |                                                  |                                                  |                                                  |                                                  |                                                  |                                                  |                                                  |                                                  |                                                  |                                                  |
| Compacte middenklasse                            |                                                  |                                                  |                                                  |                                                  |                                                  |                                                  |                                                  |                                                  | New Beetle                                       | New Beetle                                       | New Beetle                                       | New Beetle                                       | New Beetle                                       | New Beetle                                       | New Beetle                                       | New Beetle                                       | New Beetle                                       | New Beetle                                       | New Beetle                                       | New Beetle                                       | New Beetle                                       | Beetle                                           | Beetle                                           | Beetle                                           | Beetle                                           | Beetle                                           | Beetle                                           | Beetle                                           | Beetle                                           |                                                  |                                                  |                                                  |                                                  |                                                  |                                                  |                                                  |
| Compacte middenklasse                            | Golf II                                          | Golf III                                         | Golf III                                         | Golf III                                         | Golf III                                         | Golf III                                         | Golf III                                         | Golf III                                         | Golf IV                                          | Golf IV                                          | Golf IV                                          | Golf IV                                          | Golf IV                                          | Golf V                                           | Golf V                                           | Golf V                                           | Golf V                                           | Golf V                                           | Golf VI                                          | Golf VI                                          | Golf VI                                          | Golf VI                                          | Golf VII                                         | Golf VII                                         | Golf VII                                         | Golf VII                                         | Golf VII                                         | Golf VII                                         | Golf VII                                         | Golf VIII                                        | Golf VIII                                        | Golf VIII                                        | Golf VIII                                        | Golf VIII                                        | Golf VIII                                        | Golf VIII                                        |
| Compacte middenklasse                            | Jetta II                                         | Jetta II                                         | Jetta II                                         | Vento                                            | Vento                                            | Vento                                            | Vento                                            | Vento                                            | Vento                                            | Bora                                             | Bora                                             | Bora                                             | Bora                                             | Bora                                             | Bora                                             | Jetta V                                          | Jetta V                                          | Jetta V                                          | Jetta V                                          | Jetta V                                          | Jetta V                                          | Jetta VI                                         | Jetta VI                                         | Jetta VI                                         | Jetta VI                                         | Jetta VI                                         | Jetta VI                                         | Jetta VI                                         | Jetta VI                                         |                                                  |                                                  |                                                  |                                                  |                                                  |                                                  |                                                  |
| Compacte middenklasse                            |                                                  |                                                  |                                                  |                                                  |                                                  |                                                  |                                                  |                                                  |                                                  |                                                  |                                                  |                                                  |                                                  |                                                  |                                                  |                                                  |                                                  |                                                  |                                                  |                                                  |                                                  |                                                  |                                                  |                                                  |                                                  |                                                  |                                                  |                                                  |                                                  | ID.3                                             |                                                  |                                                  |                                                  |                                                  |                                                  |                                                  |
| Middenklasse                                     | Passat B3                                        | Passat B3                                        | Passat B3                                        | Passat B3                                        | Passat B4                                        | Passat B4                                        | Passat B4                                        | Passat B5                                        | Passat B5                                        | Passat B5                                        | Passat B5                                        | Passat B5                                        | Passat B5                                        | Passat B5                                        | Passat B5                                        | Passat B6                                        | Passat B6                                        | Passat B6                                        | Passat B6                                        | Passat B6                                        | Passat B6                                        | Passat B7                                        | Passat B7                                        | Passat B7                                        | Passat B7                                        | Passat B8                                        | Passat B8                                        | Passat B8                                        | Passat B8                                        | Passat B8                                        | Passat B8                                        | Passat B8                                        | Passat B8                                        | Passat B8                                        | Passat B9                                        | Passat B9                                        |
| Hogere middenklasse                              |                                                  |                                                  |                                                  |                                                  |                                                  |                                                  |                                                  |                                                  |                                                  |                                                  |                                                  |                                                  |                                                  |                                                  |                                                  |                                                  |                                                  |                                                  | Passat CC / CC                                   | Passat CC / CC                                   | Passat CC / CC                                   | Passat CC / CC                                   | Passat CC / CC                                   | Passat CC / CC                                   | Passat CC / CC                                   | Passat CC / CC                                   | Passat CC / CC                                   | Arteon                                           | Arteon                                           | Arteon                                           | Arteon                                           | Arteon                                           | Arteon                                           | Arteon                                           | Arteon                                           |                                                  |
| Hogere middenklasse                              |                                                  |                                                  |                                                  |                                                  |                                                  |                                                  |                                                  |                                                  |                                                  |                                                  |                                                  |                                                  |                                                  |                                                  |                                                  |                                                  |                                                  |                                                  |                                                  |                                                  |                                                  |                                                  |                                                  |                                                  |                                                  |                                                  |                                                  |                                                  |                                                  |                                                  |                                                  |                                                  | ID.7                                             |                                                  |                                                  |                                                  |
| Topklasse                                        |                                                  |                                                  |                                                  |                                                  |                                                  |                                                  |                                                  |                                                  |                                                  |                                                  |                                                  |                                                  | Phaeton                                          | Phaeton                                          | Phaeton                                          | Phaeton                                          | Phaeton                                          | Phaeton                                          | Phaeton                                          | Phaeton                                          | Phaeton                                          | Phaeton                                          | Phaeton                                          | Phaeton                                          | Phaeton                                          | Phaeton                                          | Phaeton                                          |                                                  |                                                  |                                                  |                                                  |                                                  |                                                  |                                                  |                                                  |                                                  |
| Coupé                                            |                                                  |                                                  |                                                  |                                                  |                                                  |                                                  |                                                  |                                                  |                                                  |                                                  |                                                  |                                                  |                                                  |                                                  |                                                  |                                                  |                                                  |                                                  |                                                  |                                                  |                                                  |                                                  |                                                  |                                                  | XL1                                              | XL1                                              | XL1                                              |                                                  |                                                  |                                                  |                                                  |                                                  |                                                  |                                                  |                                                  |                                                  |
| Coupé                                            | Scirocco II                                      | Scirocco II                                      | Scirocco II                                      |                                                  |                                                  |                                                  |                                                  |                                                  |                                                  |                                                  |                                                  |                                                  |                                                  |                                                  |                                                  |                                                  |                                                  |                                                  | Scirocco III                                     | Scirocco III                                     | Scirocco III                                     | Scirocco III                                     | Scirocco III                                     | Scirocco III                                     | Scirocco III                                     | Scirocco III                                     | Scirocco III                                     | Scirocco III                                     |                                                  |                                                  |                                                  |                                                  |                                                  |                                                  |                                                  |                                                  |
| Coupé                                            | Corrado                                          |                                                  |                                                  |                                                  |                                                  |                                                  |                                                  |                                                  |                                                  |                                                  |                                                  |                                                  |                                                  |                                                  |                                                  |                                                  |                                                  |                                                  |                                                  |                                                  |                                                  |                                                  |                                                  |                                                  |                                                  |                                                  |                                                  |                                                  |                                                  |                                                  |                                                  |                                                  |                                                  |                                                  |                                                  |                                                  |
| Cabriolet                                        |                                                  |                                                  |                                                  |                                                  |                                                  |                                                  |                                                  |                                                  |                                                  |                                                  |                                                  |                                                  |                                                  | New Beetle                                       | New Beetle                                       | New Beetle                                       | New Beetle                                       | New Beetle                                       | New Beetle                                       | New Beetle                                       | New Beetle                                       | Beetle                                           | Beetle                                           | Beetle                                           | Beetle                                           | Beetle                                           | Beetle                                           | Beetle                                           | Beetle                                           |                                                  |                                                  |                                                  |                                                  |                                                  |                                                  |                                                  |
| Cabriolet                                        | Golf I                                           | Golf I                                           | Golf I                                           | Golf III                                         | Golf III                                         | Golf III                                         | Golf III                                         | Golf III                                         | Golf III                                         | Golf III                                         | Golf III                                         | Golf III                                         | Golf III                                         |                                                  |                                                  |                                                  |                                                  |                                                  |                                                  |                                                  |                                                  | Golf VI                                          | Golf VI                                          | Golf VI                                          | Golf VI                                          | Golf VI                                          | Golf VI                                          |                                                  |                                                  |                                                  | T-Roc                                            | T-Roc                                            | T-Roc                                            | T-Roc                                            | T-Roc                                            | T-Roc                                            |
| Cabriolet                                        |                                                  |                                                  |                                                  |                                                  |                                                  |                                                  |                                                  |                                                  |                                                  |                                                  |                                                  |                                                  |                                                  |                                                  |                                                  |                                                  | Eos I                                            | Eos I                                            | Eos I                                            | Eos I                                            | Eos I                                            | Eos II                                           | Eos II                                           | Eos II                                           | Eos II                                           | Eos II                                           |                                                  |                                                  |                                                  |                                                  |                                                  |                                                  |                                                  |                                                  |                                                  |                                                  |
| Compacte CUV                                     |                                                  |                                                  |                                                  |                                                  |                                                  |                                                  |                                                  |                                                  |                                                  |                                                  |                                                  |                                                  |                                                  |                                                  |                                                  |                                                  |                                                  |                                                  |                                                  |                                                  |                                                  |                                                  |                                                  |                                                  |                                                  |                                                  |                                                  |                                                  |                                                  |                                                  | ID.4                                             | ID.4                                             | ID.4                                             | ID.4                                             | ID.4                                             | ID.4                                             |
| Mini SUV                                         |                                                  |                                                  |                                                  |                                                  |                                                  |                                                  |                                                  |                                                  |                                                  |                                                  |                                                  |                                                  |                                                  |                                                  |                                                  |                                                  |                                                  |                                                  |                                                  |                                                  |                                                  |                                                  |                                                  |                                                  |                                                  |                                                  |                                                  |                                                  |                                                  | T-Cross                                          | T-Cross                                          | T-Cross                                          | T-Cross                                          | T-Cross                                          | T-Cross                                          | T-Cross                                          |
| Mini SUV                                         |                                                  |                                                  |                                                  |                                                  |                                                  |                                                  |                                                  |                                                  |                                                  |                                                  |                                                  |                                                  |                                                  |                                                  |                                                  |                                                  |                                                  |                                                  |                                                  |                                                  |                                                  |                                                  |                                                  |                                                  |                                                  |                                                  |                                                  |                                                  |                                                  |                                                  | Taigo                                            |                                                  |                                                  |                                                  |                                                  |                                                  |
| Compacte SUV                                     |                                                  |                                                  |                                                  |                                                  |                                                  |                                                  |                                                  |                                                  |                                                  |                                                  |                                                  |                                                  |                                                  |                                                  |                                                  |                                                  |                                                  |                                                  |                                                  |                                                  |                                                  |                                                  |                                                  |                                                  |                                                  |                                                  |                                                  | T-Roc                                            | T-Roc                                            | T-Roc                                            | T-Roc                                            | T-Roc                                            | T-Roc                                            | T-Roc                                            | T-Roc                                            | T-Roc                                            |
| Compacte SUV                                     |                                                  |                                                  |                                                  |                                                  |                                                  |                                                  |                                                  |                                                  |                                                  |                                                  |                                                  |                                                  |                                                  |                                                  |                                                  |                                                  |                                                  | Tiguan I                                         | Tiguan I                                         | Tiguan I                                         | Tiguan I                                         | Tiguan I                                         | Tiguan I                                         | Tiguan I                                         | Tiguan I                                         | Tiguan I                                         | Tiguan II                                        | Tiguan II                                        | Tiguan II                                        | Tiguan II                                        | Tiguan II                                        | Tiguan II                                        | Tiguan II                                        | Tiguan II                                        | Tiguan III                                       | Tiguan III                                       |
| Compacte SUV                                     |                                                  |                                                  |                                                  |                                                  |                                                  |                                                  |                                                  |                                                  |                                                  |                                                  |                                                  |                                                  |                                                  |                                                  |                                                  |                                                  |                                                  |                                                  |                                                  |                                                  |                                                  |                                                  |                                                  |                                                  |                                                  |                                                  |                                                  |                                                  |                                                  |                                                  |                                                  | ID.5                                             |                                                  |                                                  |                                                  |                                                  |
| SUV                                              |                                                  |                                                  |                                                  |                                                  |                                                  |                                                  |                                                  |                                                  |                                                  |                                                  |                                                  |                                                  | Touareg I                                        | Touareg I                                        | Touareg I                                        | Touareg I                                        | Touareg I                                        | Touareg I                                        | Touareg I                                        | Touareg I                                        | Touareg II                                       | Touareg II                                       | Touareg II                                       | Touareg II                                       | Touareg II                                       | Touareg II                                       | Touareg II                                       | Touareg II                                       | Touareg III                                      | Touareg III                                      | Touareg III                                      | Touareg III                                      | Touareg III                                      | Touareg III                                      | Touareg III                                      | Touareg III                                      |
| Compacte MPV                                     |                                                  |                                                  |                                                  |                                                  |                                                  |                                                  |                                                  |                                                  |                                                  |                                                  |                                                  |                                                  |                                                  | Touran I                                         | Touran I                                         | Touran I                                         | Touran I                                         | Touran I                                         | Touran I                                         | Touran I                                         | Touran I                                         | Touran I                                         | Touran I                                         | Touran I                                         | Touran I                                         | Touran II                                        | Touran II                                        | Touran II                                        | Touran II                                        | Touran II                                        | Touran II                                        | Touran II                                        | Touran II                                        | Touran II                                        | Touran II                                        | Touran II                                        |
| MPV                                              |                                                  |                                                  |                                                  |                                                  |                                                  | Sharan I                                         | Sharan I                                         | Sharan I                                         | Sharan I                                         | Sharan I                                         | Sharan I                                         | Sharan I                                         | Sharan I                                         | Sharan I                                         | Sharan I                                         | Sharan I                                         | Sharan I                                         | Sharan I                                         | Sharan I                                         | Sharan I                                         | Sharan II                                        | Sharan II                                        | Sharan II                                        | Sharan II                                        | Sharan II                                        | Sharan II                                        | Sharan II                                        | Sharan II                                        | Sharan II                                        | Sharan II                                        | Sharan II                                        | Sharan II                                        | Sharan II                                        |                                                  |                                                  |                                                  |
| Pick-up                                          | Taro                                             | Taro                                             | Taro                                             | Taro                                             | Taro                                             | Taro                                             | Taro                                             | Taro                                             |                                                  |                                                  |                                                  |                                                  |                                                  |                                                  |                                                  |                                                  |                                                  |                                                  |                                                  |                                                  | Amarok I                                         | Amarok I                                         | Amarok I                                         | Amarok I                                         | Amarok I                                         | Amarok I                                         | Amarok I                                         | Amarok I                                         | Amarok I                                         | Amarok I                                         | Amarok I                                         | Amarok I                                         | Amarok I                                         | Amarok II                                        | Amarok II                                        | Amarok II                                        |
| Bestelwagen                                      | Caddy I                                          | Caddy I                                          | Caddy I                                          |                                                  |                                                  | Caddy II                                         | Caddy II                                         | Caddy II                                         | Caddy II                                         | Caddy II                                         | Caddy II                                         | Caddy II                                         | Caddy II                                         | Caddy II                                         | Caddy III                                        | Caddy III                                        | Caddy III                                        | Caddy III                                        | Caddy III                                        | Caddy III                                        | Caddy III                                        | Caddy III                                        | Caddy III                                        | Caddy III                                        | Caddy III                                        | Caddy IV                                         | Caddy IV                                         | Caddy IV                                         | Caddy IV                                         | Caddy IV                                         | Caddy V                                          | Caddy V                                          | Caddy V                                          | Caddy V                                          | Caddy V                                          | Caddy V                                          |
| Bestelwagen                                      | T4 Transporter / Caravelle / Multivan            | T4 Transporter / Caravelle / Multivan            | T4 Transporter / Caravelle / Multivan            | T4 Transporter / Caravelle / Multivan            | T4 Transporter / Caravelle / Multivan            | T4 Transporter / Caravelle / Multivan            | T4 Transporter / Caravelle / Multivan            | T4 Transporter / Caravelle / Multivan            | T4 Transporter / Caravelle / Multivan            | T4 Transporter / Caravelle / Multivan            | T4 Transporter / Caravelle / Multivan            | T4 Transporter / Caravelle / Multivan            | T4 Transporter / Caravelle / Multivan            | T5 Transporter / Multivan                        | T5 Transporter / Multivan                        | T5 Transporter / Multivan                        | T5 Transporter / Multivan                        | T5 Transporter / Multivan                        | T5 Transporter / Multivan                        | T5 Transporter / Multivan                        | T5 Transporter / Multivan                        | T5 Transporter / Multivan                        | T5 Transporter / Multivan                        | T5 Transporter / Multivan                        | T5 Transporter / Multivan                        | T6 Transporter / Multivan                        | T6 Transporter / Multivan                        | T6 Transporter / Multivan                        | T6 Transporter / Multivan                        | T6 Transporter / Multivan                        | T6 Transporter / Multivan                        | T6 Transporter / Multivan                        | T6 Transporter / Multivan                        | T6 Transporter / Multivan                        |                                                  | T7                                               |
| Bestelwagen                                      |                                                  |                                                  |                                                  |                                                  |                                                  |                                                  |                                                  |                                                  |                                                  |                                                  |                                                  |                                                  |                                                  |                                                  |                                                  |                                                  |                                                  |                                                  |                                                  |                                                  |                                                  |                                                  |                                                  |                                                  |                                                  |                                                  |                                                  |                                                  |                                                  |                                                  |                                                  | ID.Buzz                                          |                                                  |                                                  |                                                  |                                                  |
| Bestelwagen                                      | LT 1                                             | LT 1                                             | LT 1                                             | LT 1                                             | LT 1                                             | LT 1                                             | LT 2                                             | LT 2                                             | LT 2                                             | LT 2                                             | LT 2                                             | LT 2                                             | LT 2                                             | LT 2                                             | LT 2                                             | LT 2                                             | Crafter I                                        | Crafter I                                        | Crafter I                                        | Crafter I                                        | Crafter I                                        | Crafter I                                        | Crafter I                                        | Crafter I                                        | Crafter I                                        | Crafter I                                        | Crafter I                                        | Crafter II                                       | Crafter II                                       | Crafter II                                       | Crafter II                                       | Crafter II                                       | Crafter II                                       | Crafter II                                       | Crafter II                                       | Crafter II                                       |
| Eigenaar                                         | Volkswagen AG                                    | Volkswagen AG                                    | Volkswagen AG                                    | Volkswagen AG                                    | Volkswagen AG                                    | Volkswagen AG                                    | Volkswagen AG                                    | Volkswagen AG                                    | Volkswagen AG                                    | Volkswagen AG                                    | Volkswagen AG                                    | Volkswagen AG                                    | Volkswagen AG                                    | Volkswagen AG                                    | Volkswagen AG                                    | Volkswagen AG                                    | Volkswagen AG                                    | Volkswagen AG                                    | Volkswagen AG                                    | Volkswagen AG                                    | Volkswagen AG                                    | Volkswagen AG                                    | Volkswagen AG                                    | Volkswagen AG                                    | Volkswagen AG                                    | Volkswagen AG                                    | Volkswagen AG                                    | Volkswagen AG                                    | Volkswagen AG                                    | Volkswagen AG                                    | Volkswagen AG                                    | Volkswagen AG                                    | Volkswagen AG                                    | Volkswagen AG                                    | Volkswagen AG                                    | Volkswagen AG                                    |
| Legende                                          |                                                  | Elektrisch                                       | Elektrisch                                       | Elektrisch                                       | Elektrisch                                       | Elektrisch                                       | Elektrisch                                       | Elektrisch                                       | Elektrisch                                       | Elektrisch                                       | Elektrisch                                       | Elektrisch                                       | Elektrisch                                       | Elektrisch                                       | Elektrisch                                       | Elektrisch                                       | Elektrisch                                       | Elektrisch                                       | Elektrisch                                       | Elektrisch                                       | Elektrisch                                       | Elektrisch                                       | Elektrisch                                       | Elektrisch                                       | Elektrisch                                       | Elektrisch                                       | Elektrisch                                       | Elektrisch                                       | Elektrisch                                       | Elektrisch                                       | Elektrisch                                       | Elektrisch                                       | Elektrisch                                       | Elektrisch                                       | Elektrisch                                       | Elektrisch                                       |

## Resultaten
| Jaar | Verkoopcijfers | Verkoopcijfers     |        |
| Jaar | Personenauto's | Bedrijfsvoertuigen |        |
| ---- | -------------- | ------------------ | ------ |
| 2022 | 4.563.340      | 328.572            |        |
| 2021 | 4.896.914      | 359.546            | [ 5 ]  |
| 2020 | 5.328.090      | 371.609            | [ 6 ]  |
| 2019 | 6.278.345      | 491.559            | [ 7 ]  |
| 2018 | 6.244.888      | 499.698            | [ 8 ]  |
| 2017 | 6.230.229      | 497.894            | [ 9 ]  |
| 2016 | 5.980.309      | 477.974            | [ 10 ] |
| 2015 | 5.823.408      | 430.801            | [ 11 ] |
| 2014 | 6.118.654      | 446.616            | [ 12 ] |
| 2013 | 5.932.308      | 551.908            | [ 13 ] |
| 2012 | 5.738.417      | 550.156            |        |